# فيبورغ
فيبوغ أو فيبورج (بالروسية: Выборг؛ الفنلندية: Viipuri؛ السويدية: Viborg؛ الألمانية : Wiborg) هي مدينة تقع في لينينغراد أوبلاست، روسيا، تقع على برزخ الكريلية بالقرب من رأس خليج فيبورج، 130 كيلومترا إلى الشمال الغربي من سانت بطرسبورغ، على بعد 38 كيلومترا إلى الجنوب من الحدود الروسية مع فنلندا، حيث يدخل القناة سيما خليج فنلندا. السكان: 79224 (2002)، 80924 (1989).

## تاريخ
المنطقة التي يقع فيها فايبورغ كانت تستخدم لتكون مركزا تجاريا على فرع نهر فوكسي الغربي، الذي قد جف. كان يسكن هذه المنطقة من قبل الكريليين، وهي قبيلة فنلندية أصبحت تدريجيا تحت سيطرة نوفغورود والسويد. ووفقا لعالم الآثار الروسي تولينيف، كان هناك قلعة خشبية كريلية في خلال القرون 11 و12.
تأسست القلعة الأولى في فيبورج خلال ما يسمى ب«الحملة الصليبية الثالثة السويدية» في 1293 من قبل تنظيم توركل كنوتسون. وكان هناك العديد من النزاعات لعدة عقود بين السويد وجمهورية نوفغورود. بموجب معاهدة نوتبورغ عام 1323، تم الاعتراف أخيرا فيبورغ كجزء من السويد. صمدت تحت الحصار لفترات طويلة من قبل دانيل أثناء الحرب الروسية السويدية 1496-1499.

## المناخ
يظهر الجدول التالي التغييرات المناخية على مدار السنة لفيبورغ:
| البيانات المناخية لـفيبورغ        | البيانات المناخية لـفيبورغ | البيانات المناخية لـفيبورغ | البيانات المناخية لـفيبورغ | البيانات المناخية لـفيبورغ | البيانات المناخية لـفيبورغ | البيانات المناخية لـفيبورغ | البيانات المناخية لـفيبورغ | البيانات المناخية لـفيبورغ | البيانات المناخية لـفيبورغ | البيانات المناخية لـفيبورغ | البيانات المناخية لـفيبورغ | البيانات المناخية لـفيبورغ | البيانات المناخية لـفيبورغ |
| الشهر                             | يناير                      | فبراير                     | مارس                       | أبريل                      | مايو                       | يونيو                      | يوليو                      | أغسطس                      | سبتمبر                     | أكتوبر                     | نوفمبر                     | ديسمبر                     | المعدل السنوي              |
| --------------------------------- | -------------------------- | -------------------------- | -------------------------- | -------------------------- | -------------------------- | -------------------------- | -------------------------- | -------------------------- | -------------------------- | -------------------------- | -------------------------- | -------------------------- | -------------------------- |
| الدرجة القصوى °م (°ف)             | 6.5 (43.7)                 | 10.0 (50.0)                | 13.8 (56.8)                | 22.1 (71.8)                | 29.0 (84.2)                | 32.9 (91.2)                | 34.6 (94.3)                | 33.4 (92.1)                | 29.0 (84.2)                | 19.0 (66.2)                | 11.1 (52.0)                | 8.4 (47.1)                 | 34.6 (94.3)                |
| متوسط درجة الحرارة الكبرى °م (°ف) | −4.0 (24.8)                | −4.1 (24.6)                | 0.5 (32.9)                 | 7.2 (45.0)                 | 14.7 (58.5)                | 19.2 (66.6)                | 22.3 (72.1)                | 20.2 (68.4)                | 14.3 (57.7)                | 7.9 (46.2)                 | 1.7 (35.1)                 | −2.1 (28.2)                | 8.2 (46.8)                 |
| المتوسط اليومي °م (°ف)            | −6.7 (19.9)                | −7.3 (18.9)                | −3.0 (26.6)                | 3.0 (37.4)                 | 10.2 (50.4)                | 15.0 (59.0)                | 18.2 (64.8)                | 16.3 (61.3)                | 10.9 (51.6)                | 5.5 (41.9)                 | −0.4 (31.3)                | −4.5 (23.9)                | 4.8 (40.6)                 |
| متوسط درجة الحرارة الصغرى °م (°ف) | −9.5 (14.9)                | −10.5 (13.1)               | −6.4 (20.5)                | −0.5 (31.1)                | 5.9 (42.6)                 | 11.1 (52.0)                | 14.3 (57.7)                | 12.7 (54.9)                | 7.9 (46.2)                 | 3.2 (37.8)                 | −2.3 (27.9)                | −7.1 (19.2)                | 1.6 (34.9)                 |
| أدنى درجة حرارة °م (°ف)           | −36.8 (−34.2)              | −34.0 (−29.2)              | −29.0 (−20.2)              | −20.0 (−4.0)               | −5.0 (23.0)                | 0.0 (32.0)                 | 5.8 (42.4)                 | 0.0 (32.0)                 | −4.0 (24.8)                | −11.4 (11.5)               | −19.8 (−3.6)               | −34.0 (−29.2)              | −36.8 (−34.2)              |
| الهطول مم (إنش)                   | 48 (1.9)                   | 36 (1.4)                   | 40 (1.6)                   | 31 (1.2)                   | 40 (1.6)                   | 63 (2.5)                   | 65 (2.6)                   | 82 (3.2)                   | 68 (2.7)                   | 76 (3.0)                   | 67 (2.6)                   | 61 (2.4)                   | 677 (26.7)                 |
| متوسط الأيام الممطرة              | 6                          | 5                          | 7                          | 10                         | 14                         | 15                         | 15                         | 15                         | 17                         | 17                         | 13                         | 9                          | 143                        |
| متوسط الأيام المثلجة              | 17                         | 15                         | 12                         | 5                          | 0                          | 0                          | 0                          | 0                          | 0                          | 2                          | 9                          | 16                         | 76                         |
| متوسط الرطوبة النسبية (%)         | 87                         | 85                         | 82                         | 74                         | 68                         | 71                         | 73                         | 77                         | 82                         | 86                         | 88                         | 89                         | 80                         |
| المصدر: Pogoda.ru.net             |                            |                            |                            |                            |                            |                            |                            |                            |                            |                            |                            |                            |                            |

## توأمة
لفيبورغ اتفاقيات توأمة مع كل من:
- الرملة
- بودو
- لابينرنتا
- نيشوبينغ

## أعلام
- لاوري تورني
- فيو ميري
- يفغيني برزين
- مارتي أهتيسآري
- فيتالي بتروف
- جوليوس كروهن
- أدولف إيفار أرفيدسون
- ميكايل أغريكولا